# Luigu
Koordinaten: 58° 59′ N, 23° 55′ O
Luigu ist ein Dorf (estnisch küla) in der Landgemeinde Lääne-Nigula im Kreis Lääne in Estland. Bis 2013 gehörte es zur mittlerweile aufgelösten Landgemeinde Taebla.

## Einwohnerschaft und Lage
Der Ort hat 36 Einwohner (Stand 31. Dezember 2011). Seine Fläche beträgt 10,7 Quadratkilometer. Durch das Dorf fließt der Fluss Taebla (Taebla jõgi).
Ein großer Teil des Moors von Palivere (Palivere raba) gehört zum Ortsgebiet.